# Коулхерст (Алберта)
Коулхерст (енгл. Coalhurst) је варошица у јужном делу канадске провинције Алберта и део је статистичке регије Јужна Алберта. Налази се на деоници провинцијског ауто-пута 3 на свега 15 км северозападно од града Летбриџа. 
Варошица се развила као радничко насеље чија привреда је почивала на експлоатацији угља из локалног рудника. У рано јутро, 9. децембра 1935. у руднику је дошло до пожара услед којег је смртно страдало 16 рудара. Убрзо после трагедије рудник је затворен, а варош је стагнирала и губила становништво наредних 40 година. Варошица је деградирана у село а број становника свео се на свега неколико десетина. Захваљујући близини великог града те питомој природи, варошица поново почиње да добија на значају током седамдесетих година прошлог века.
Према резултатима пописа становништва из 2011. у варошици су живела 1.963 становника у 785 домаћинстава, 
што је за чак 28,9% више у односу на попис из 2006. када су регистрована 1.523 житеља у самој варошици.

## Становништво
| 2006. | 2011. |
| ----- | ----- |
| 1.523 | 1.963 |